# Gjorgji Orovčanec
Gjorgji Orovčanec (in kyrillischer Schrift: Ѓорѓи Оровчанец, ISO-Transliteration: Ǵorǵi Orovčanec, serbische Schreibweise: Đorđi Orovčanec; * 10. September 1951 in Prilep) ist ein mazedonischer Politiker und Mediziner.
Von 2001 bis 2002 war er mazedonischer Gesundheitsminister im Kabinett von Ljubčo Georgievski. Seit 2002 ist er Abgeordneter des mazedonischen Parlaments. Er gehörte zunächst der VMRO-DPMNE an, 2004 beteiligte er sich mit Ljubčo Georgievski an einer Abspaltung namens VMRO-NP. 2007 verließ er diese Partei und gründete die Partei Nova Alternativa, für die er im Wahlbündnis „Sonne“ (u. a. mit der SDSM) wieder einen Parlamentssitz gewinnen konnte.
Gjorgji Orovčanec lehrt als Assistenzprofessor am Lehrstuhl für Hals-Nasen-Ohren-Heilkunde der Universität Skopje.